# Sammlung Dr. Fritz Kauffmann
Die Sammlung Dr. Fritz Kauffmann ist eine Handschriften- und Memorabiliensammlung mit Bezug zu dem deutschen Dichter Eduard Mörike sowie weiteren Personen der Musikgeschichte. Sie wurde in der Familie von Mörikes Zeitgenossen Ernst Friedrich Kauffmann über Generationen weitergereicht, bis sie von dem baden-württembergischen Ministerialrat Fritz Kauffmann unter seinem Namen öffentlich ausgestellt wurde, mit dem Zusatz Eduard Mörike und seine Freunde. Heute verbleibt die Sammlung beim Deutschen Literaturarchiv Marbach, wo sie in ihre Bestandteile aufgegliedert wurde.

## Entstehung und Umfang
Der Ursprung der Sammlung geht auf Mörikes Austausch mit seinem Freund zurück, dem Mathematiker, Musiker und Komponisten Ernst Friedrich Kauffmann. Die beiden Freunde blieben zeitlebens in guter Verbindung. Die aus dieser Freundschaft resultierenden Erinnerungsstücke wurden über Generationen in der Familie Kauffmann bewahrt und erweitert, da die Familien in Verbindung blieben. Auch Fritz Kauffmann selbst erwarb noch Artefakte von und über Mörike. Somit enthielt die größte private Sammlung von Erinnerungsstücken an Eduard Mörike über hundert Objekte: Handschriften (Gedichte, Prosa, Briefwechsel, Kompositionen), Dokumentarisches, Autobiographisches und eine Vielzahl von Stücken aus Mörikes Besitz, darunter eine Pendeluhr mit Schlagwerk, ein Nähtischchen, eine Haarlocke von Clara Mörike, ein silberner Löffel mit der Eingravierung „EM“.
Neben Memorabilia zu Mörike enthielt die Sammlung Fritz Kauffmanns weitere Stücke aus dem weiteren Umkreis des Dichters sowie der Familie Kauffmann: Teil der Sammlung war auch das musikalische Werk von Karl Emil Kauffmann und Hugo Wolf, sowie umfangreiche Familienkorrespondenz etwa mit Adolf Hölzel, dessen Werdegang Fritz Kauffmann bereits früh verfolgte. Die Sammlung von Fritz Kauffmann regte auch dessen Sohn Hans Joachim Kauffmann in der Zeit bis 1965 zu eigenen Kompositionen an.

## Dauerausstellung und aktueller Verbleib

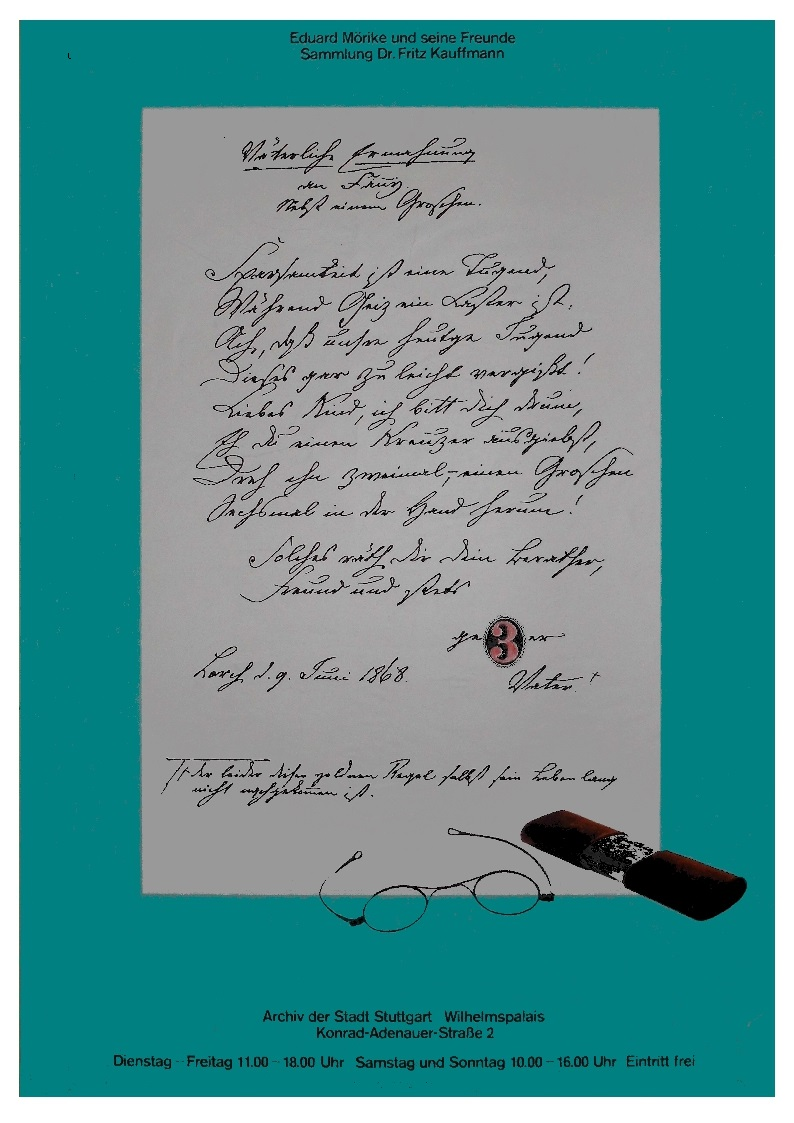
Plakat zur ehemaligen Dauerausstellung der Sammlung in Stuttgart

Fritz Kauffmann stellte die Sammlung der Stadt Stuttgart zur Verfügung, damit sie der Öffentlichkeit bei freiem Eintritt zugänglich sei. Mit der Dauerausstellung einer Auswahl aus der Sammlung unter dem Motto „Eduard Mörike und seine Freunde: Eine Ausstellung aus der Mörike-Sammlung Dr. Fritz Kauffmann“ im Wilhelmspalais ab 1965 kam die Stadt Stuttgart der eingegangenen Verpflichtung nach. Die Schausammlung im Wilhelmspalais füllte vierundzwanzig Tischvitrinen und mehrere Schrankvitrinen. Nach dem Tod Fritz Kauffmanns im Jahr 1971 fiel das Erbe an seine Frau Charlotte Kauffmann, die an der Einrichtung der öffentlichen Ausstellung keine Änderung vornahm, bis sie ebenfalls starb.
Anschließend fielen die Sammlung und die Rechte daran als Erbe an den Sohn. Dieser verfolgte die Familientradition schließlich nicht weiter und verkaufte die Sammlung im Umfang der Inventur Walter Schefflers 1991 meistbietend für 985 000 DM, einige Jahre nach dem Tod Charlotte Kauffmanns; behielt aber einige repräsentative Objekte (u. a. die Pendeluhr mit Schlagwerk und das Nähtischchen) ein. Die sogenannten Schriftsockelblätter Adolf Hölzels wurden an den Kunstsammler Hermann-Josef Bunte verkauft. Um das Kulturgut mit Bezug zu Mörike in Deutschland zu behalten und im Deutschen Literaturarchiv Marbach für die Nachwelt bewahren zu können, taten sich für den Ankauf die Stiftung Kulturgut Baden-Württemberg, die Kulturstiftung der Länder und die private Fritz Thyssen Stiftung als Geldgeber zusammen. Dies füllte nach eigenem Bekunden eine große Lücke in den Sammlungen zur schwäbischen Literatur des 19. Jahrhunderts.
Der im Deutschen Literaturarchiv Marbach verwahrte Teil aus der Sammlung Kauffmann umfasst Schriftstücke Eduard Mörikes, vorzugsweise Gedichthandschriften und Briefe, Notenmanuskripte mit Kompositionen zu seinen Versen und Originalillustrationen zu seinen Werken. Außerdem Dokumente, die auf Freunde und Zeitgenossen des Dichters oder die Familie Mörike zurückgehen, ferner Autographen von Personen, die im 19. und 20. Jahrhundert das Geistesleben bestimmten. Teile der Sammlung im Literaturarchiv sind im Schiller-Nationalmuseum in Marbach in der Dauerausstellung zu sehen, insbesondere das Manuskript zu Er ist’s. Das Fehlen der einbehaltenen Stücke der Sammlung wurde offenbar, als die Witwe Kauffmanns diese dem Museum im Jahr 2016 zum Kauf anbot. Mittlerweile sind die Objekte dem Bestand zugeführt.